# Агирребенгоа Агирре, Мария Хесус
Мария Хесус Агирребенгоа-и-Агирре (исп. María Jesús Aguirrebengoa y Aguirre; 13 мая 1811, Мехико — 8 августа 1857, Бильбао) — испанский меценат.

## Биография
Мария Агирребенгоа родилась в 1811 году в столице Новой Испании, куда её отец Хосе Агирребенгоа приехал из Кадиса для ведения бизнеса. Получив в Мехико начальные знания в области музыки и портретной живописи, она в 1824 году с семьёй переехала в Испанию, где в возрасте шестнадцати лет вышла замуж за Хосе Урибаррена. После женитьбы пара переехала в Бордо, где уже поселился отец Марии Агирребенгоа. В этом городе её муж и отец основали банк «Aguirrebengoa Fils & Uribarren», благодаря дивидендам от которого Хосе и Мария стали вносить вклад в развитие города Лекейтио, в котором чета часто останавливалась на отдых. Благодаря их финансовым вложениям в городе появились школа для мальчиков, часовня на кладбище, дом Сестёр милосердия, больница, колледж для девочек и орган в приходской церкви. Помимо финансирования строительства новых объектов в Лекейтио, Мария Агирребенгоа также совершала пожертвования больным и нуждающимся этого города.
Вместе со своим мужем она была похоронена в семейном пантеоне Урибарренов на кладбище Лекейтио. В 1886 году её останки были перенесены в мавзолей, построенный по инициативе муниципалитета в местной церкви. Эта работа, спроектированная архитектором Касто де Савалой в 1882 году и построенная группой художников под руководством скульптора Бернабе де Гараменди Сальдивара, украшена фигурами и рельефами, изображающими вклад, внесённый супружеской парой в развитие города.